# رگان مک‌نیل
ریگن مک‌نیل (به انگلیسی: Regan MacNeil) (زاده ۱۹۶۱) شخصیتی ساختگی، و شخصیت منفی اصلی رمان جن‌گیر، نوشته ویلیام پتر بلاتی، و فیلم جن‌گیر، ساخته ویلیام فردکین است. وی در اولین ادامهٔ این فیلم، جن‌گیر ۲: مرتد نیز حضور پیدا می‌کند. این شخصیت به عنوان یکی از برترین شروران تاریخ سینما جهان شناخته‌شده است و در لیست ۱۰۰ سال... ۱۰۰ قهرمان و شرور به انتخاب بفا، در رتبه ۹ قرار دارد. او را می‌توان در کنار نورمن بیتس، جک تورنس، و هانیبال لکتر از بزرگ‌ترین شخصیت‌های منفی یک فیلم ترسناک دانست. این شخصیت توسط لیندا بلیر به تصویر درآمد.